# Mariine, Ciornomorske
Mariine (în ucraineană Мар'їне) este un sat în comuna Okunivka din raionul Ciornomorske, Republica Autonomă Crimeea, Ucraina.

## Demografie
Componența lingvistică a localității Mariine
     Rusă (71,05%)
     Ucraineană (28,95%)
Conform recensământului din 2001, majoritatea populației localității Mariine era vorbitoare de rusă (71,05%), existând în minoritate și vorbitori de ucraineană (28,95%).